# Parco nazionale Gutulia
Il parco nazionale Gutulia è un parco nazionale della Norvegia, nella contea di Innlandet. È stato istituito nel 1968 e ampliato nel 2004 e occupa una superficie di 23 km².